# Chumi
Juan Brandáriz Movilla (A Laracha, Província de la Corunya, 2 de març de 1999), conegut esportivament com a Chumi, és un futbolista professional gallec que juga com a central per la UD Almeria.

## Carrera de club

### FC Barcelona
Chumi va deixar amb 15 anys el planter del Deportivo de la Corunya per començar el seu camí a la Masia. Escalant posicions ràpidament va pujar al Juvenil B quan encara era cadet, i va arribar a estar convocat dues vegades amb el Barça B la temporada 2017/18. És internacional fix amb la selecció espanyola a les categories inferiors. Des de la temporada 2018-19 forma part del Barça B. Chumi va fer el seu debut com a sènior l'1 de setembre de 2018, començant com a titular en una derrota a casa per 0-1 contra la SD Ejea. La seva primera aparició amb el primer equip va arribar l'1 de novembre, quan va ser titular a la victòria per 1-0 a casa contra la Cultural y Deportiva Leonesa en partit de Copa del Rei. El 8 de novembre de 2018, Chumi va renovar el seu contracte amb el Barça fins al 2020, amb una clàusula de rescissió de 100 milions d'euros. El 30 de juny de 2020, va deixar el club quan va expirar el seu contracte.
El 6 de març de 2019 va disputar amb el primer equip del Barça la final de la Supercopa de Catalunya, entrant com a suplent a la segona part.

### Almería
El 10 de setembre de 2020, agent lliure Chumi va acceptar un contracte de dos anys amb la UD Almeria a la Segona Divisió. L'1 de març de 2022, després de convertir-se en titular habitual, va renovar el seu contracte fins al 2025.
El 14 de juliol de 2025, Chumi va acordar un nou contracte amb els rojiblancos fins al 2028.